# Szőregi csata
A szőregi csata  során 1849. augusztus 5-én a Szegednél összpontosított magyar seregek a város térségében vereséget szenvedtek Dembiński lengyel tábornok vezérlete alatt a Julius Jacob von Haynau vezette császári és királyi csapatoktól. A vereség a viszonylag kis veszteségek ellenére is súlyos volt, mert a csapatok harcrendje és morálja is megbomlott a harc és az azt követő visszavonulás során.

## A fővárostól Szegedig
Haynau táborszernagy július 22-én indította el első egységeit a fővárosból Szeged felé, amelyeket 24-én maga is követett a főerőkkel. Haynau komoly ütközetekre készült Szeged környékén. Nem bízott mindent egy arctámadásra, hanem a 46 000 embert és a 284 löveget számláló haderejét három részre osztva, kettős átkarolással igyekezett bekeríteni a Szegednél várakozó honvédsereget. III. hadtestét Ramberg altábornagy vezényletével Szabadkára küldte. Főerői személyes vezetésével (a IV. hadtest, az összevont lovas- és az orosz hadosztály) minden ellenállás nélkül meneteltek Kiskunfélegyházáig. Miután a Perczel Mór vezényelte magyar tiszai hadsereg (26 438 ember 49 löveggel) 29-én Szegedre, Lenkey Károly ezredes hadosztálya pedig Hódmezővásárhelyre vonult.

## A csapatok csatarendbe fejlődése
Szeged előterében mintegy 20 000 honvéd szállta meg a hatalmas sáncrendszert, amely mindkét végénél a Tiszára támaszkodott. Ide vonult be a magyar IV. hadtest zöme is Bácskából Guyon tábornok vezényletével (10 500 ember 50 löveggel) és az ő hadtestéhez rendelt Monti-hadosztály (3500 ember, 8 löveg). A császári és királyi balszárnyat Schlik tábornok I. hadteste képezte, amely 29-én Cegléd-Nagykőrös-Szolnok térséget szállta meg, s előőrseivel kijutott a Tiszához. Haynau elrendelte, hogy Ramberg Törökkanizsa, Schlik pedig Makó felől kerüljön a magyar összpontosítás oldalába, hátába. Ő maga a középső hadoszlopa élén frontális támadást akart indítani, hogy együttes erővel semmisítsék meg a magyar fősereget.
A hadsereg élére került Dembiński tábornok azonban nem érezte elegendőnek erejét a sáncok védelmére, s a tábornoki kar jelentős részének ellenvéleménye dacára augusztus 1-jén kiüríttette a várost. Pár nappal azelőtt, még július 28-án érte a magyar lőszerkészletet egy olyan, a későbbiekben pótolhatatlannak bizonyult csapás, amelynek eredményeként a szegedi lőszerraktár – tisztázatlan körülmények közepette – felrobbant. Így aztán, Haynau legnagyobb meglepetésére augusztus 2-án egyik lovasdandárja kardcsapás nélkül tudta megszállni a várost. A császári és királyi fővezér azonnal követte ezt az egységet a főerőivel, másnapra pedig elrendelte Liechtenstein altábornagynak, a IV. hadtest új parancsnokának, hogy erőszakolja ki az átkelést a Tiszán, a szárnyoszlopainak pedig gyorsabb előrenyomulást parancsolt. Schlik már 1-jén átkelt a Tiszán Alpárnál, s Hódmezővásárhelyen át Makó felé nyomult. 4-én történt az első összecsapás Makó előtt Lenkey utóvédje és a császári előőrsök között. Lenkey csekély erőt képviselő hadosztályának (mintegy 7000 fő, zömében alig felfegyverzett újonc) ekkor már csak egyetlen reális feladata lehetett, késleltetni Schlik átkelését a Maroson, nehogy elvágja a magyar hátrálási útvonalat Arad felé.
Dembiński a Törökország felé történő menekülés lehetőségét tartotta szem előtt, ezért elsősorban déli szárnyát igyekezett biztosítani. Hírt kapva a császári jobbszárny átkelési előkészületeiről Magyarkanizsánál, Guyont küldte hadteste néhány zászlóaljával a Tisza bal partján Törökkanizsára augusztus 2-án, majd a következő napon a Monti-hadosztályt is. Csakhogy ez utóbbit már későn indította el, így Ramberg – Guyont megtévesztve – augusztus 5-ére virradó hajnalban átkelt. Dembiński tehát csak azt érte el, hogy meggyengítette a Szentiván–Szőreg–Deszk vonalon felállt hadseregét. Ez létszámát tekintve még mindig felülmúlta Haynau főoszlopát, augusztus 3-án mégsem tudta megakadályozni Benedek Lajos császári és királyi dandárjának átkelését az újszegedi hídfőbe. Amire pedig Dembiński aznap délután végre elszánta magát a támadásra, már több dandár is befészkelte magát az újszegedi sáncokba. Ezek után Dembiński Szőregnél a Tiszától a Marosig húzódó töltés mögött állította fel csapatait. Az ütközetet szigorúan védelminek tervezte, ágyúi nagy részét a töltésbe ásta be.

## A csata lefolyása
Augusztus 4-én Haynau csapatai az elkészült hidakon átkeltek, s másnap csatarendben megindultak a töltés felé. Dembiński ekkor már újra hátrálásra készült, miután visszaértek a Törökkanizsára elkülönített csapatai a hírrel: Ramberg áttört a Tisza jobb partjára, s a magyar csapatok oldalába került. Le kellett fékezni a támadásba lendülő cs. kir. csapatokat, hogy a hátráló honvédsereg rendben, zaklatás nélkül tudjon elvonulni.
Haynau mintegy 25 000 katonát és 160 löveget tudott bevetni támadásához, Dembiński 34 000 katonával és 108 löveggel rendelkezett. Számban és űrmértéken egyaránt gyengébb tüzérségét a magyar vezér nem használta fel teljes számban, mintegy 50 löveget egy tömegbe vont össze a töltésen, a többi viszont csak elvétve avatkozott harcba a szárnyakon. A lőszertartalékot pedig jó előre elindította a hátrálási útvonalon, nyilvánvalóvá téve, hogy csak addig akar harcolni, amíg nem biztosítja a zavartalan visszavonulást. Azonban ezt nem sikerült elérnie.
Haynau az erős magyar állást lovashadosztályával megkerültette. Dembiński már túl későn vetette be saját lovasságát. Pedig Bechtold cs. kir. lovashadosztálya nagyon lassan vonult, Haynau nem is győzte kivárni manővere végrehajtását. Megindította frontális támadását, a 99 löveget felvonultatva másfél órás ágyúharc után kimozdította helyéből a magyar tüzérséget. Ekkor lépcsőzetesen vetette támadásba a cs. kir. dandárokat, amelyek rendetlen menekülésre kényszerítették a honvédeket. Ezt még csak súlyosbította a Bechtold-hadosztály megjelenése az oldalukban. Dembiński ekkor már tényleg kénytelen volt elrendelni a visszavonulást, amelyet elsősorban a lengyel és olasz légiók, illetve Dessewffy tábornok lovassága fedezett. A csatában megsebesült és fogságba esett a később vértanúságot szenvedett fiatal lengyel herceg, Mieczysław Woroniecki.

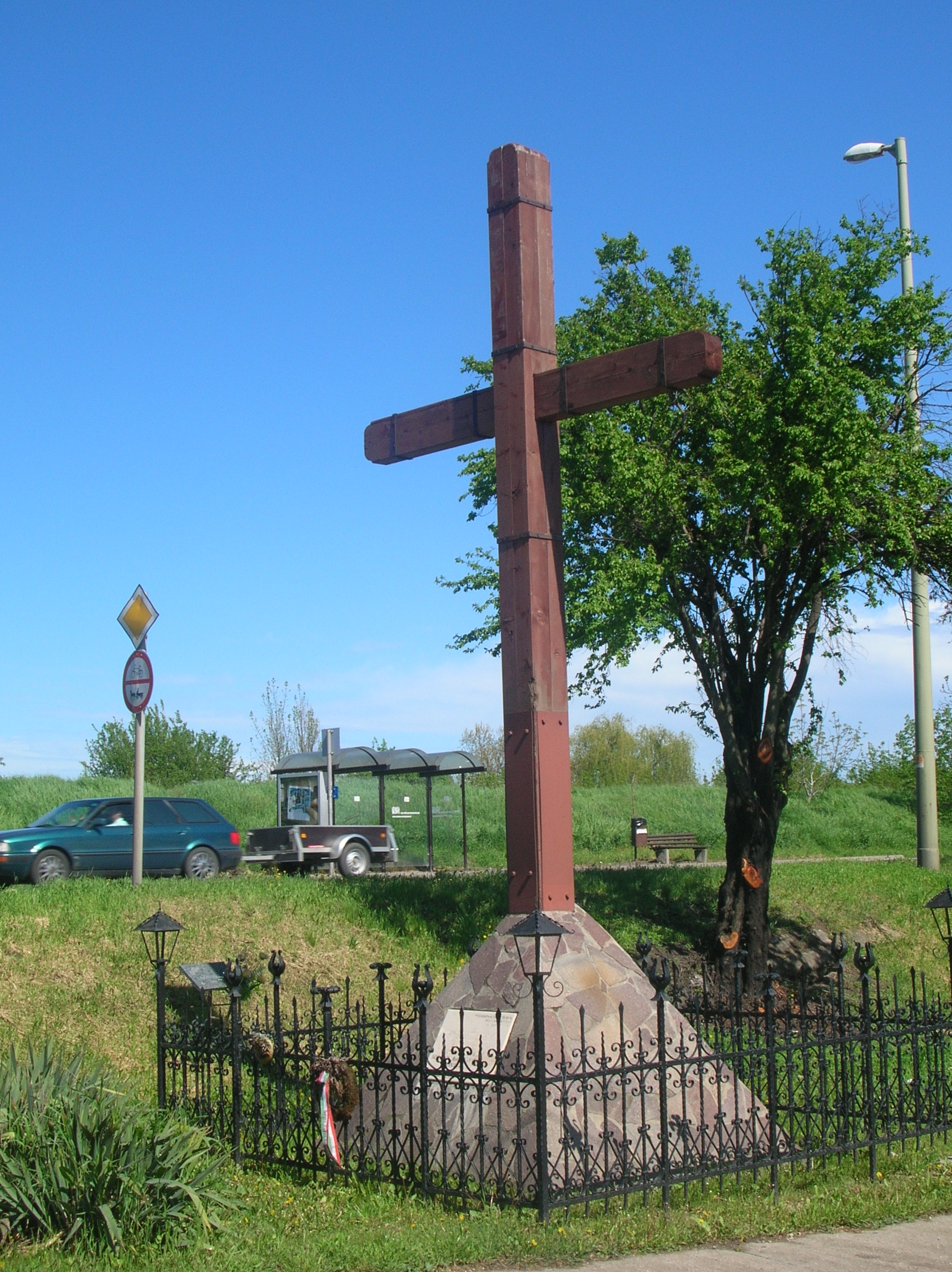
A Szegedi Önkormányzat által, a csata 150. évfordulója alkalmából emelt fakereszt a Kamaratöltés lábánál

## Összegzés
A csata estére véget ért, és nem is annyira a veszteség (500 halott és sebesült, 400 fogoly), sokkal inkább a csapatok tartásának megrendülése volt katasztrofális. Egészen más volt ez a visszavonulás, mint február végén Kápolnától a Tiszáig, ahol az üldöző lovasságot bevárták a honvédek és visszavágtak. Itt, ha az üldöző lovasság lecsapott a hátráló oszlopokra, a többség fejvesztve menekült. Csak annak a néhány alakulatnak köszönhették menekülésüket, amelyek helytálltak, s legalább lassították az üldözés iramát, Bébánál, Óbesenyőnél és Csatádnál.